# Charles Vaurie
Charles Vaurie (Beaulieu-sur-Dordogne, 7 de julho de 1906 — Reading, Pennsylvania, 13 de maio de 1975) foi um ornitologista que apesar de nascido em França desenvolveu a sua actividade profissional nos Estados Unidos, para onde emigrou muito jovem.

## Biografia
Nasceu em França mas emigrou muito cedo para os Estados Unidos, onde se fixou em Trenton, no estado de New Jersey. Estudou na Universidade de New York e graduou-se como dentista na Universidade da Pensilvânia, no ano de 1928. Abriu então uma clínica dentária em Nova Iorque, trabalhando como dentista.
Começou por desenvolver um interesse pela pintura, tomando como tema a representação de aves. Em 1934 casou com a entomologista Patricia Wilson, passando a fazer com ela numerosas excursões de campo, que aproveitou para estudar as aves nos seus habitats naturais.
A partir de 1942, por influência de James Paul Chapin, que notara o trabalho como ilustrador ornitológico, começou a colaborar com o American Museum of Natural History (AMNH), trabalhando no departamento de ornitologia daquele museu. Pouco depois abandonou a actividade como dentista e em 1946 foi contratado como assistente de investigação no American Museum of Natural History, dedicando-se aos estudos ornitológicos. A partir de 1956 passou a trabalhar como ornitologista a tempo inteiro e em 1967 foi promovido a curador da colecção ornitológica do museu.
Em 1948 publicou a obra A Revision of the bird family Dicruridae, escrita em colaboração com Ernst Mayr, na qual reportou importantes descobertas sobre a evolução dos drongos (Dicruridae). Ao longo da sua carreira publicou cerca de 150 artigos científicos e algumas monografias no campo da ornitologia. O seu trabalho mais importante foi uma revisão da sistemática das aves paleárcticas, publicada numa série intitulada Systematic notes on Palearctic birds, da qual saíram 53 números, e que lhe trouxe reconhecimento internacional. Quando faleceu era membro do comité permanente de nomenclatura ornitológica do Congresso Ornitológico Internacional (COI).
Descreveu diversas e deu o nome a diversas espécies e subespécies de aves, entre as quais Schizoeaca vilcabambae (o forneiro-de-vilcabamba), as subespécies alpinas de Pyrrhocorax pyrrhocorax e de Ptyonoprogne rupestris e a subespécie da ilha de Santa Maria da estrelinha-de-poupa (a Regulus regulus sanctaemariae). O seu nome foi incorporado no nome comum de duas espécies por ele descritas: o papa-moscas-de-vaurie (Ficedula crypta) e o noitibó-de-vaurie (Caprimulgus centralasicus).

## Obras publicadas
- A Revision of the bird family Dicruridae. N.Y., 1949.
- "Systematic notes on Palearctic birds". N.Y. 1956 (American Museum of Natural History, American Museum Novitates)
- A generic revision of Fly-catchers of the tribe Muscicapini. N.Y., 1953.
- "Notes on some Ploceidae from Western Asia"; "Notes on some Asiatic Finches"; "Notes on the bird genus Oenanthe in Persia, Afghanistan, and India" e vários outros artigos no American Museum Novitates. N.Y., 1949-1952.
- "A generic revision of Flycatchers of the tribe Muscicapini". N.Y., 1953. pp.27 figs & 7 tables. Wrapp. Bulletin American Museum of Natural History - Vol. 100: Art. 4).
- The Birds of the Palearctic Fauna: a Systematic Reference (2 Vols. )1959
- Classification of the Ovenbirds (Furnariidae). London, 1971.
- Tibet and its birds. 1972